# La Prairie (Illinois)
La Prairie – wieś w USA, w stanie Illinois, w hrabstwie Adams. Według spisu z 2000 roku wioskę zamieszkuje 60 osób.

## Geografia
Wioska zajmuje powierzchnię 0,6 km², całość stanowi ląd.

## Demografia
Według spisu z 2000 roku wioskę zamieszkuje 60 osób skupionych w 24 gospodarstwach domowych, tworzących 18 rodzin. Gęstość zaludnienia wynosi 105,3 osoby/km². W wiosce znajdują się 34 budynki mieszkalne, a ich gęstość występowania wynosi 59,7 mieszkania/km². Wioskę zamieszkuje 100% ludności białej.
W wiosce są 24 gospodarstwa domowe, w których 29,2% stanowią dzieci poniżej 18 roku życia żyjących z rodzicami, 66,7% stanowią małżeństwa, 25% stanowią osoby samotne. 25% wszystkich gospodarstw domowych składa się z jednej osoby oraz 4,2% żyjących samotnie ma powyżej 65 roku życia. Średnia wielkość gospodarstwa domowego wynosi 2,5 osoby, natomiast rodziny 3 osoby. 
Przedział wiekowy kształtuje się następująco: 26,7% stanowią osoby poniżej 18 roku życia, 3,3% stanowią osoby pomiędzy 18 a 24 rokiem życia, 23,3% stanowią osoby pomiędzy 25 a 44 rokiem życia, 26,7% stanowią osoby pomiędzy 45 a 64 rokiem życia oraz 20% stanowią osoby powyżej 65 roku życia.   Średni wiek wynosi 39 lat. Na każde 100 kobiet przypada 93,5 mężczyzn. Na każde 100 kobiet powyżej 18 roku życia przypada 83,3 mężczyzn.
Średni dochód dla gospodarstwa domowego wynosi 15 000 dolarów, a dla rodziny wynosi 14 375 dolarów. Dochody mężczyzn wynoszą średnio 28 125 dolarów, a kobiet 20 000 dolarów. Średni dochód na osobę w mieście wynosi 8 844 dolarów. Około 50% rodzin i 50,9% populacji miasta żyje poniżej minimum socjalnego, z czego 75% jest poniżej 18 roku życia i 36,4% powyżej 65 roku życia.